# 空気男爵
『空気男爵』（くうきだんしゃく）は、劇画を確立させたさいとう・たかをのデビュー作であり、作中に登場する宝石狂の怪盗の名前。大阪の貸本出版社・日の丸文庫から1955年に刊行された。
16歳だったさいとうが、理容師をしながら1年を費やして書きあげたもの。しかし持ち込み先である日の丸文庫の社長から「フキダシが小さい」ことを指摘され再度1年かけて描き直したため、実際のデビューは18歳。少年探偵と怪盗との三度の攻防を主軸にとった冒険活劇であり、河島光広『ビリーパック』や、江戸川乱歩の影響が大きい。また、手塚治虫調の丸みのある描線や、壁際に追い詰められた重要人物がコマの縁を破って次のコマに尻餅をつく、それが2階であるにもかかわらず屋外に落下しないことについて「読者」が作者をなじるギャグ描写など、後のリアルな作風の原型は認められない。
1975年に桃源社から発行された復刻版では、脚が悪いため生家の道場を飛び出し死にものぐるいの修行で剣豪となった主人公を描く『死太刀双之進』が併録されている。